# Coppa del Mondo juniores di slittino 2023
La Coppa del Mondo juniores di slittino 2022/2023 fu la trentesima edizione del circuito mondiale relativo alla categoria juniores dello slittino, manifestazione organizzata annualmente dalla FIL; iniziò il 30 novembre 2022 a Lillehammer in Norvegia e si concluse il 21 gennaio 2023 a Bludenz in Austria. Si disputarono ventotto gare: sei prove per tipo nel singolo donne, nel singolo uomini, nel doppio donne e nel doppio uomini e quattro nelle gare a squadre.
Nel corso della stagione si tennero anche i campionati mondiali di categoria a Bludenz, in Austria, competizione non valida ai fini della Coppa del Mondo, mentre la tappa di Altenberg fu valida anche come campionato europeo juniores.
In seguito all'invasione dell'Ucraina il comitato esecutivo della FIL, in una riunione straordinaria tenutasi il 2 marzo 2022 a Berchtesgaden, decise di escludere gli atleti russi da tutte le competizioni disputate sotto la sua egida, detta disposizione fu poi successivamente riconfermata anche nel convegno svoltosi ad Imst il 24 settembre 2022, in vista dell'imminente inizio della stagione agonistica, conseguentemente nessun slittinista russo poté gareggiare in questa edizione della Coppa del Mondo juniores.
Le coppe di cristallo, trofeo conferito ai vincitori del circuito, furono conquistate dalla tedesca Antonia Pietschmann nel singolo donne, dal connazionale Marco Leger nell'individuale maschile, dalle lettoni Viktorija Ziediņa e Selīna Zvilna nel doppio femminile, dai teutonici Moritz Jäger e Valentin Steudte nella prova a coppie uomini e dalla nazionale di slittino della Germania nella gara a squadre.

## Calendario
| Tappa  | Località    | Pista                         | Data                         | Singolo           | Singolo           | Doppio            | Doppio            | Gara a squadre    |
| Tappa  | Località    | Pista                         | Data                         | Uomini            | Donne             | Uomini            | Donne             | Gara a squadre    |
| ------ | ----------- | ----------------------------- | ---------------------------- | ----------------- | ----------------- | ----------------- | ----------------- | ----------------- |
| 1      | Lillehammer | Pista olimpica di Lillehammer | 30 novembre–1º dicembre 2022 | ●                 | ●                 | ●                 | ●                 |                   |
| 2      | Lillehammer | Pista olimpica di Lillehammer | 2–3 dicembre 2022            | ●                 | ●                 | ●                 | ●                 | ●                 |
| 3      | Winterberg  | Eisarena Winterberg           | 9–10 dicembre 2022           | ●                 | ●                 | ●                 | ●                 | ●                 |
| 4      | Altenberg   | Eiskanal Altenberg            | 16–17 dicembre 2022          | ●                 | ●                 | ●                 | ●                 | ●                 |
| –      | Bludenz     | Eiskanal Bludenz              | 14–15 gennaio 2023           | Mondiali juniores | Mondiali juniores | Mondiali juniores | Mondiali juniores | Mondiali juniores |
| 5      | Bludenz     | Eiskanal Bludenz              | 18–19 gennaio 2023           | ●                 | ●                 | ●                 | ●                 |                   |
| 6      | Bludenz     | Eiskanal Bludenz              | 20–21 gennaio 2023           | ●                 | ●                 | ●                 | ●                 | ●                 |
| Totale | Totale      | Totale                        | Totale                       | 6                 | 6                 | 6                 | 6                 | 4                 |

|  | La tappa di Altenberg assegnò anche il titolo europeo di categoria del 2023. |

## Risultati

### Singolo donne
| Data             | Località    | Nazione  | Prima classificata           | Seconda classificata         | Terza classificata           |
| ---------------- | ----------- | -------- | ---------------------------- | ---------------------------- | ---------------------------- |
| 30 novembre 2022 | Lillehammer | Norvegia | Anka Jänicke Germania        | Antonia Pietschmann Germania | Barbara Allmaier Austria     |
| 2 dicembre 2022  | Lillehammer | Norvegia | Antonia Pietschmann Germania | Barbara Allmaier Austria     | Anka Jänicke Germania        |
| 10 dicembre 2022 | Winterberg  | Germania | Anka Jänicke Germania        | Alina Bräutigam Germania     | Alexandra Oberstolz Italia   |
| 16 dicembre 2022 | Altenberg   | Germania | Antonia Pietschmann Germania | Alina Bräutigam Germania     | Dorothea Schwarz Austria     |
| 19 gennaio 2023  | Bludenz     | Austria  | Antonia Pietschmann Germania | Alina Bräutigam Germania     | Melina Fischer Germania      |
| 20 gennaio 2023  | Bludenz     | Austria  | Anka Jänicke Germania        | Barbara Allmaier Austria     | Antonia Pietschmann Germania |

### Singolo uomini
| Data             | Località    | Nazione  | Primo classificato     | Secondo classificato      | Terzo classificato          |
| ---------------- | ----------- | -------- | ---------------------- | ------------------------- | --------------------------- |
| 1º dicembre 2022 | Lillehammer | Norvegia | Kaspars Rinks Lettonia | Marco Leger Germania      | Fabio Zauser Austria        |
| 3 dicembre 2022  | Lillehammer | Norvegia | Marco Leger Germania   | Aiden Mueller Stati Uniti | Matthew Greiner Stati Uniti |
| 9 dicembre 2022  | Winterberg  | Germania | Kaspars Rinks Lettonia | Marco Leger Germania      | Noah Kallan Austria         |
| 17 dicembre 2022 | Altenberg   | Germania | Kaspars Rinks Lettonia | Noah Kallan Austria       | Alex Gufler Italia          |
| 19 gennaio 2023  | Bludenz     | Austria  | Marco Leger Germania   | Noah Kallan Austria       | Hannes Röder Germania       |
| 20 gennaio 2023  | Bludenz     | Austria  | Kaspars Rinks Lettonia | Marco Leger Germania      | Hannes Röder Germania       |

### Doppio donne
| Data             | Località    | Nazione  | Prime classificate                         | Seconde classificate                       | Terze classificate                         |
| ---------------- | ----------- | -------- | ------------------------------------------ | ------------------------------------------ | ------------------------------------------ |
| 1º dicembre 2022 | Lillehammer | Norvegia | Annika Krause Magdalena Matschina Germania | Elisa-Marie Storch Elia Reitmeier Germania | Lina Riedl Anna Lerch Austria              |
| 2 dicembre 2022  | Lillehammer | Norvegia | Viktorija Ziediņa Selīna Zvilna Lettonia   | Marta Robežniece Kitija Bogdanova Lettonia | Lina Riedl Anna Lerch Austria              |
| 9 dicembre 2022  | Winterberg  | Germania | Nadia Falkensteiner Annalena Huber Italia  | Viktorija Ziediņa Selīna Zvilna Lettonia   | Marta Robežniece Kitija Bogdanova Lettonia |
| 16 dicembre 2022 | Altenberg   | Germania | Lisa Zimmermann Dorothea Schwarz Austria   | Nadia Falkensteiner Annalena Huber Italia  | Elisa-Marie Storch Elia Reitmeier Germania |
| 19 gennaio 2023  | Bludenz     | Austria  | Viktorija Ziediņa Selīna Zvilna Lettonia   | Marta Robežniece Kitija Bogdanova Lettonia | Annika Krause Magdalena Matschina Germania |
| 21 gennaio 2023  | Bludenz     | Austria  | Viktorija Ziediņa Selīna Zvilna Lettonia   | Marta Robežniece Kitija Bogdanova Lettonia | Annika Krause Magdalena Matschina Germania |

### Doppio uomini
| Data             | Località    | Nazione  | Primi classificati                       | Secondi classificati                      | Terzi classificati                        |
| ---------------- | ----------- | -------- | ---------------------------------------- | ----------------------------------------- | ----------------------------------------- |
| 1º dicembre 2022 | Lillehammer | Norvegia | Moritz Jäger Valentin Steudte Germania   | Kaspars Rinks Vitālijs Jegorovs Lettonia  | Marcus Mueller Ansel Haugsjaa Stati Uniti |
| 2 dicembre 2022  | Lillehammer | Norvegia | Moritz Jäger Valentin Steudte Germania   | Marcus Mueller Ansel Haugsjaa Stati Uniti | Kaspars Rinks Vitālijs Jegorovs Lettonia  |
| 9 dicembre 2022  | Winterberg  | Germania | Pascal Kunze Maddox Götze Germania       | Moritz Jäger Valentin Steudte Germania    | Marcus Mueller Ansel Haugsjaa Stati Uniti |
| 16 dicembre 2022 | Altenberg   | Germania | Kaspars Rinks Vitālijs Jegorovs Lettonia | Moritz Jäger Valentin Steudte Germania    | Marcus Mueller Ansel Haugsjaa Stati Uniti |
| 19 gennaio 2023  | Bludenz     | Austria  | Moritz Jäger Valentin Steudte Germania   | Kaspars Rinks Vitālijs Jegorovs Lettonia  | Marcus Mueller Ansel Haugsjaa Stati Uniti |
| 21 gennaio 2023  | Bludenz     | Austria  | Moritz Jäger Valentin Steudte Germania   | Kaspars Rinks Vitālijs Jegorovs Lettonia  | Marcus Mueller Ansel Haugsjaa Stati Uniti |

### Gara a squadre
| Data             | Località    | Nazione  | Primi classificati                                                       | Secondi classificati                                                        | Terzi classificati                                                             |
| ---------------- | ----------- | -------- | ------------------------------------------------------------------------ | --------------------------------------------------------------------------- | ------------------------------------------------------------------------------ |
| 3 dicembre 2022  | Lillehammer | Norvegia | Germania Antonia Pietschmann Marco Leger Moritz Jäger / Valentin Steudte | Lettonia Zane Kaluma Kaspars Rinks Raimonds Baltgalvis / Krišjānis Brūns    | Austria Barbara Allmaier Fabio Zauser Lina Riedl / Anna Lerch                  |
| 10 dicembre 2022 | Winterberg  | Germania | Germania Anka Jänicke Marco Leger Pascal Kunze / Maddox Götze            | Lettonia Frančeska Bona Kaspars Rinks Raimonds Baltgalvis / Krišjānis Brūns | Stati Uniti Sophia Gordon Hunter Harris Marcus Mueller / Ansel Haugsjaa        |
| 17 dicembre 2022 | Altenberg   | Germania | Germania Antonia Pietschmann Marco Leger Moritz Jäger / Valentin Steudte | Lettonia Frančeska Bona Kaspars Rinks Raimonds Baltgalvis / Krišjānis Brūns | Italia Alexandra Oberstolz Alex Gufler Philipp Brunner / Manuel Weissensteiner |
| 21 gennaio 2023  | Bludenz     | Austria  | Germania Antonia Pietschmann Marco Leger Moritz Jäger / Valentin Steudte | Lettonia Zane Kaluma Kaspars Rinks Raimonds Baltgalvis / Krišjānis Brūns    | Slovacchia Viktoria Praxová Metod Majerčák Christián Bosman / Michal Macko     |

## Classifiche

### Singolo donne
| Pos. | Nome                | Nazione   | Risultati ottenuti | Risultati ottenuti | Risultati ottenuti | Risultati ottenuti | Risultati ottenuti | Risultati ottenuti | Punti totali |
| Pos. | Nome                | Nazione   | LIL-1              | LIL-2              | WIN                | ALT                | BLU-1              | BLU-2              | Punti totali |
| ---- | ------------------- | --------- | ------------------ | ------------------ | ------------------ | ------------------ | ------------------ | ------------------ | ------------ |
| 1    | Antonia Pietschmann | Germania  | 2                  | 1                  | 20                 | 1                  | 1                  | 3                  | 476          |
| 2    | Alina Bräutigam     | Germania  | 4                  | 5                  | 2                  | 2                  | 2                  | 5                  | 425          |
| 3    | Anka Jänicke        | Germania  | 1                  | 3                  | 1                  | 16                 | 19                 | 1                  | 417          |
| 4    | Barbara Allmaier    | Austria   | 3                  | 2                  | 11                 | 5                  | 4                  | 2                  | 389          |
| 5    | Melina Fischer      | Germania  | 8                  | 4                  | 5                  | 10                 | 3                  | 8                  | 305          |
| 6    | Teresa Kirchmair    | Austria   | 11                 | 7                  | 12                 | 7                  | 9                  | 4                  | 257          |
| 7    | Zane Kaluma         | Lettonia  | 12                 | 21                 | 6                  | 18                 | 5                  | 7                  | 226          |
| 8    | Anna Čežíková       | Rep. Ceca | 14                 | 12                 | 17                 | 14                 | 8                  | 6                  | 204          |
| 9    | Anna Vejdělková     | Rep. Ceca | 15                 | 13                 | 21                 | 20                 | 6                  | 10                 | 183          |
| 10   | Julianna Tunyc'ka   | Ucraina   | 6                  | 6                  | 10                 | 8                  | –                  | –                  | 178          |

### Singolo uomini
| Pos. | Nome            | Nazione     | Risultati ottenuti | Risultati ottenuti | Risultati ottenuti | Risultati ottenuti | Risultati ottenuti | Risultati ottenuti | Punti totali |
| Pos. | Nome            | Nazione     | LIL-1              | LIL-2              | WIN                | ALT                | BLU-1              | BLU-2              | Punti totali |
| ---- | --------------- | ----------- | ------------------ | ------------------ | ------------------ | ------------------ | ------------------ | ------------------ | ------------ |
| 1    | Marco Leger     | Germania    | 2                  | 1                  | 2                  | 5                  | 1                  | 2                  | 510          |
| 2    | Kaspars Rinks   | Lettonia    | 1                  | 5                  | 1                  | 1                  | 10                 | 1                  | 491          |
| 3    | Noah Kallan     | Austria     | DNF                | DNF                | 3                  | 2                  | 2                  | 4                  | 300          |
| 4    | Aidan Mueller   | Stati Uniti | 5                  | 2                  | 18                 | 9                  | 8                  | 5                  | 299          |
| 5    | Fabio Zauser    | Austria     | 3                  | 6                  | 13                 | 4                  | 22                 | 9                  | 268          |
| 6    | Hans Fritsch    | Germania    | 4                  | 7                  | 12                 | 13                 | 6                  | 10                 | 254          |
| 7    | Hannes Röder    | Germania    | 8                  | DNF                | 10                 | 14                 | 3                  | 3                  | 246          |
| 8    | Markus Arnold   | Germania    | 6                  | 4                  | 11                 | 10                 | 12                 | 12                 | 244          |
| 9    | Lukas Peccei    | Italia      | –                  | –                  | 4                  | 8                  | 4                  | 6                  | 212          |
| 10   | Matthew Greiner | Stati Uniti | 14                 | 3                  | 8                  | 7                  | –                  | –                  | 186          |

### Doppio donne
| Pos. | Nome                               | Nazione   | Risultati ottenuti | Risultati ottenuti | Risultati ottenuti | Risultati ottenuti | Risultati ottenuti | Risultati ottenuti | Punti totali |
| Pos. | Nome                               | Nazione   | LIL-1              | LIL-2              | WIN                | ALT                | BLU-1              | BLU-2              | Punti totali |
| ---- | ---------------------------------- | --------- | ------------------ | ------------------ | ------------------ | ------------------ | ------------------ | ------------------ | ------------ |
| 1    | Viktorija Ziediņa Selīna Zvilna    | Lettonia  | 4                  | 1                  | 2                  | 7                  | 1                  | 1                  | 491          |
| 2    | Marta Robežniece Kitija Bogdanova  | Lettonia  | 8                  | 2                  | 3                  | 4                  | 2                  | 2                  | 427          |
| 3    | Elisa-Marie Storch Elia Reitmeier  | Germania  | 2                  | 4                  | 4                  | 3                  | 8                  | 7                  | 363          |
| 4    | Annika Krause Magdalena Matschina  | Germania  | 1                  | DNF                | 5                  | 5                  | 3                  | 3                  | 350          |
| 5    | Anna Čežíková Lucie Jansová        | Rep. Ceca | 6                  | 6                  | 7                  | 6                  | 4                  | 4                  | 316          |
| 6    | Lina Riedl Anna Lerch              | Austria   | 3                  | 3                  | 6                  | –                  | 7                  | 6                  | 286          |
| 7    | Markéta Nováková Anna Vejdělková   | Rep. Ceca | 5                  | 5                  | 9                  | 10                 | 6                  | 8                  | 277          |
| 8    | Nadia Falkensteiner Annalena Huber | Italia    | –                  | –                  | 1                  | 2                  | –                  | –                  | 185          |
| 9    | Nikola Domowicz Dominika Piwkowska | Polonia   | –                  | –                  | DNF                | 8                  | 5                  | 5                  | 152          |
| 10   | Nataša Chytrenko Viktorija Koval'  | Ucraina   | 7                  | DNF                | 8                  | 9                  | –                  | –                  | 127          |

### Doppio uomini
| Pos. | Nome                                | Nazione     | Risultati ottenuti | Risultati ottenuti | Risultati ottenuti | Risultati ottenuti | Risultati ottenuti | Risultati ottenuti | Punti totali |
| Pos. | Nome                                | Nazione     | LIL-1              | LIL-2              | WIN                | ALT                | BLU-1              | BLU-2              | Punti totali |
| ---- | ----------------------------------- | ----------- | ------------------ | ------------------ | ------------------ | ------------------ | ------------------ | ------------------ | ------------ |
| 1    | Moritz Jäger Valentin Steudte       | Germania    | 1                  | 1                  | 2                  | 2                  | 1                  | 1                  | 570          |
| 2    | Kaspars Rinks Vitālijs Jegorovs     | Lettonia    | 2                  | 3                  | 5                  | 1                  | 2                  | 2                  | 480          |
| 3    | Marcus Mueller Ansel Haugsjaa       | Stati Uniti | 3                  | 2                  | 3                  | 3                  | 3                  | 3                  | 435          |
| 4    | Pascal Kunze Maddox Götze           | Germania    | 4                  | 5                  | 1                  | 4                  | 8                  | 4                  | 377          |
| 5    | Raimonds Baltgalvis Krišjānis Brūns | Lettonia    | DNF                | 4                  | 6                  | 8                  | 4                  | 5                  | 267          |
| 6    | Paul Kunze Max Trippner             | Germania    | 8                  | 7                  | 4                  | 6                  | 5                  | DSQ                | 253          |
| 7    | Aidan Mueller Frank Ike             | Stati Uniti | 6                  | DNS                | DNS                | 7                  | 7                  | 6                  | 192          |
| 8    | Vadym Mykyievyč Bohdan Babura       | Ucraina     | 5                  | 6                  | DNF                | 9                  | –                  | –                  | 144          |
| 9    | Vratislav Varga Metod Majerčák      | Slovacchia  | 7                  | 8                  | –                  | 10                 | –                  | –                  | 124          |
| 10   | Christián Bosman Michal Macko       | Slovacchia  | –                  | –                  | –                  | –                  | 6                  | 8                  | 92           |

### Gara a squadre
| Pos. | Nazione     | Risultati ottenuti | Risultati ottenuti | Risultati ottenuti | Risultati ottenuti | Punti totali |
| Pos. | Nazione     | LIL-2              | WIN                | ALT                | BLU-2              | Punti totali |
| ---- | ----------- | ------------------ | ------------------ | ------------------ | ------------------ | ------------ |
| 1    | Germania    | 1                  | 1                  | 1                  | 1                  | 400          |
| 2    | Lettonia    | 2                  | 2                  | 2                  | 2                  | 340          |
| 3    | Ucraina     | 4                  | 5                  | 6                  | 4                  | 225          |
| 4    | Stati Uniti | 6                  | 3                  | 4                  | –                  | 180          |
| 5    | Rep. Ceca   | 5                  | 6                  | 8                  | –                  | 147          |
| 6    | Italia      | –                  | 4                  | 3                  | –                  | 130          |
| 7    | Austria     | 3                  | –                  | 5                  | –                  | 125          |
| 8    | Slovacchia  | DNS                | –                  | 7                  | 3                  | 116          |